# ۱۲ ژوئن
۱۲ ژوئن در تقویم گرگوری، صد و شصت و سومین (در سال‌های کبیسه صد و شصت و چهارمین) روز سال است. ۲۰۲ روز تا پایان سال باقی است.

## زادروزها
- ۱۸۹۰ - اگون شیله، نقاش اتریشی (مرگ: ۱۹۱۸)
- ۱۹۲۹ - آن فرانک، نویسنده (مرگ: ۱۹۴۵)
- ۱۹۳۸ - ژان-ماری دوره، نخست‌وزیر دولت انتقالی جمهوری گینه (گینه کناکری) (ژانویه تا دسامبر ۲۰۱۰)
- ۱۹۶۸ - بهمن گلبارنژاد، دوچرخه سوار تیم ملی معلولان جمهوری اسلامی ایران و از جانبازان جنگ ایران و عراق (آبادان، ایران)

## رویدادها

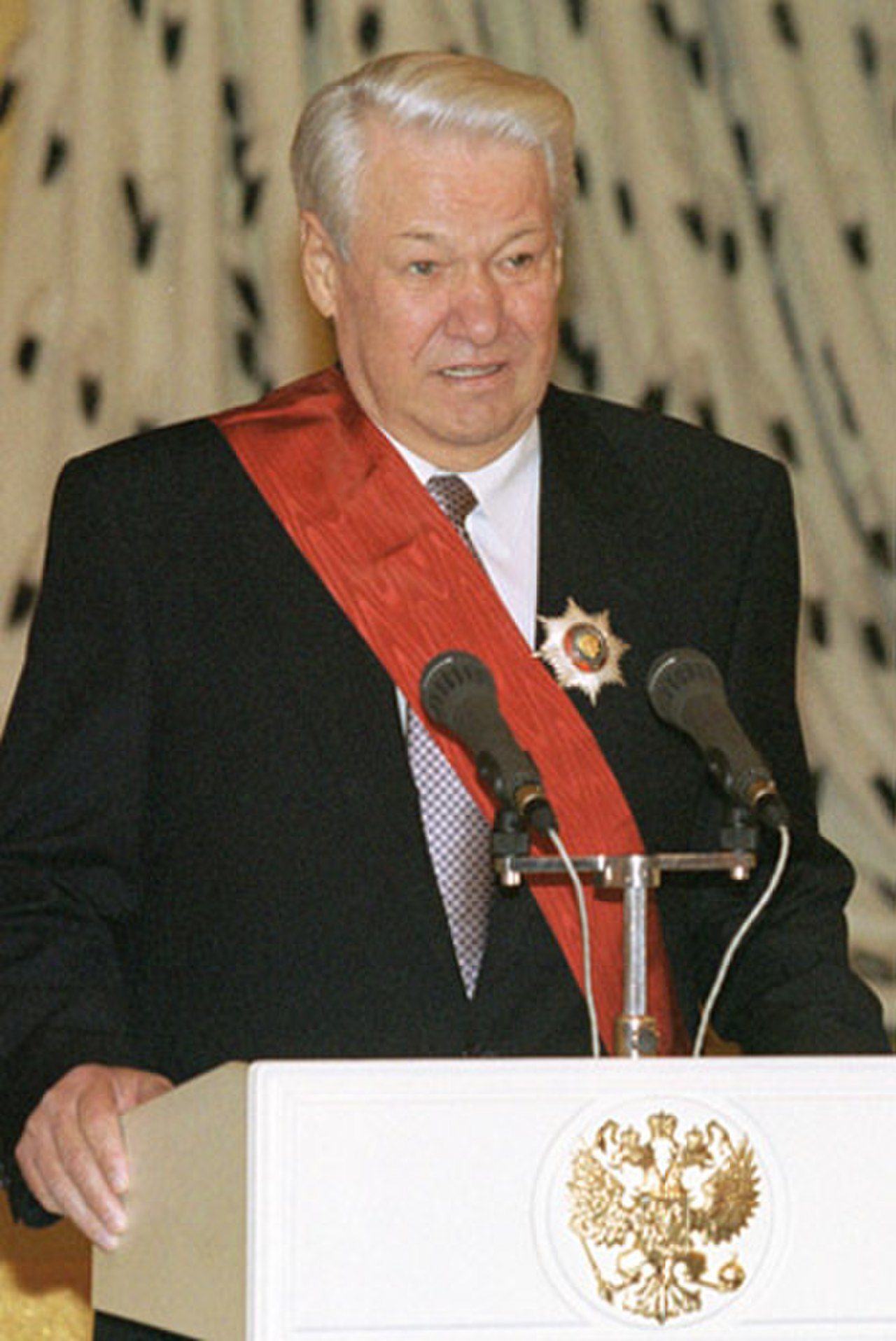
بوریس یلتسین

- ۱۸۹۸ - ملی‌گرایان اهل فیلیپین، اعلام استقلال و جدا شدن این کشور را از اسپانیا اعلام داشتند.
- ۱۹۰۱ - کوبا تحت الحمایه ایالات متحده شد.
- ۱۹۶۴ - یک دادگاه رژیم آپارتاید آفریقای جنوبی، نلسون ماندلا و دیگر اعضای کنگره ملی آفریقا را به جرم کارشکنی، خیانت و توطئه، به حبس ابد محکوم کرد.
- ۱۹۸۲ - ۷۵۰ هزار نفر در پارک مرکزی شهر نیویورک در ایالات متحده به همراه تنی چند از ستارگان موسیقی، علیه سلاح‌های هسته‌ای، به تظاهرات پرداختند.
- ۱۹۸۲ - بوریس یلتسین، به عنوان نخستین رئیس‌جمهور روسیه، انتخاب شد.
- ۲۰۰۵ - ساعاتی قبل از شروع نهمین دوره انتخابات ریاست جمهوری در ایران، چند انفجار پی‌درپی، شهر اهواز در جنوب‌غرب این کشور را لرزاند.
- ۲۰۰۹ - دهمین دورهٔ انتخابات ریاست جمهوری در ایران برگزار شد. محمود احمدی‌نژاد با کسب بیش از ۲۴ میلیون رأی در این انتخابات پیروز شد. اعتراضات به نحوه برگزاری و شمارش آرا در پس از این انتخابات موجب بروز ناآرامی در ایران شد.

## مناسبت‌ها
- روز جهانی مبارزه با کار کودکان